# Большой Агайманский под
Большой Агайманский под (устар. Долина Агайманъ, устар. Великий Агаймавскій падъ; укр. Великий агайманський під) — впадина возле села Агайманы, Херсонская область Украины. Находится в котловине левобережной части Днепра на Причерноморской низменности.
- Под вытянут с севера на юг на 16 км; шириной до 10 км; котловина глубиной до 20 м. Дно пода имеет высоту 27-30 м над уровнем моря. Площадь около 120 квадратных километров (один из крупнейших на юге Украины). Склоны террасированные, дно ровное, с трещинами усыхания, покрытое разреженной травянистой растительностью. Образовался на месте древнего долинного снижения вследствие проседания лёссовых пород. На дне пода попадаются торфяные слои. Во время таяния снега и в дождливые годы заполняется водой, летом пересыхает. Используется как пастбище.[3]
- В Большой Агайманский под впадает речка из балки Большие Серогозы. В последнее время балка обмелела и обезвожена, поэтому вода из неё почти не доходит до пода.
- В пределах центральной части Агайманского пода в 1983 году создана природоохранная территория «Агайманское урочище» площадью 25 га (решение Херсонского облисполкома от 19.08.1983 № 441/16).[4] В нижней части водоём искусственно углублен. Растительность — болотно-луговая, преобладает тростник южный и рогоз узколистный. В водно-болотных угодьях гнездятся и находятся на миграционном перелёте птицы многих видов, в том числе и редких. Ценные водооборотные угодья — место гнездования диких уток, аистов, куликов, чаек.

## Легенды и предположения
- Вместе с другими степными подами, Большой Агайманский под играл важную роль в хозяйственной жизни кочевников. Периодически в нём скапливались талые весенние воды, образуя временные обширные мелководья, привлекавшие множество разнообразного зверья и пернатой дичи. «Записки Одесского общества истории и древностей» (1894) сообщают о том, что до включения Крымского ханства в состав Российской империи в Агайманском поду кочевал со своим аулом вождь Едичкульской орды ногайцев Каплан-Мурза. Ногайцы выпасали здесь табуны своих лошадей вплоть до 60-х годов XIX века.[5]
- Именно в этом поду в 1876 году был убит один из последних тарпанов — дикая лошадь европейских степей.[6]
- Название Агайманского пода, или Гайман-долины, можно объяснить из турецкого haymana «пастбище для лошадей» (ср. название равнины Гаймана в Центральной Анатолии).
- В бою с турками близ Большого Агайманского пода погиб Григо́рий Ива́нович Грабя́нка (ок. 1666 года — июль 1738 года) — летописец истории Войска Запорожского, составитель хроники «Краткое лѣтоизобразительное описаніе Грабянки». Гадяцкий полковой судья (1717-28), обозный (1728-29) и полковник (1729-38). Сподвижник наказного гетмана Павла Полуботка. Участник Северной и Русско-турецкой войн на стороне России.